# Abutilon wrightii
Abutilon wrightii är en malvaväxtart som beskrevs av Asa Gray. Abutilon wrightii ingår i släktet klockmalvor, och familjen malvaväxter. Inga underarter finns listade i Catalogue of Life.